# Willard Wirtz
William Willard Wirtz (14. marts 1912 – 24. april 2010) var en amerikansk minister, advokat, og juraprofessor. Han var arbejdsminister i perioden 1962-1969 under præsidenterne John F. Kennedy og Lyndon B. Johnson.